# 고봉로 (고양 파주)
고봉로는 대한민국 경기도 고양시 일산동구 장항동과 경기도 파주시 조리읍 봉일천리에 있는 도로다.

## 특징
경기도 고양시에서 일산구가 일산서구와 일산동구로 분리됨에 따라, 행정 구역상 일산동서구의 경계선으로 사용되는 것으로 보인다.

## 주요 경유지
- 고양시 일산서구 주엽동 / 일산동구 장항동 - 일산서구 (일산동 - 탄현동) - 일산동구 (성석동 - 설문동) - 파주시 조리읍

## 노선
| 이름                      | 접속 노선                        | 소재지 | 소재지                    | 소재지                  | 비고                         |
| ------------------------- | -------------------------------- | ------ | ------------------------- | ----------------------- | ---------------------------- |
| 강선17단지삼거리          | 호수로                           | 고양시 | 서: 일산서구 동: 일산동구 | 서: 주엽동 동: 장항동   |                              |
| 뉴서울쇼핑사거리          | 고양시도 제74호선 (중앙로)       | 고양시 | 서: 일산서구 동: 일산동구 | 서: 주엽동 동: 정발산동 |                              |
| 국제컨벤션고교사거리      | 대산로                           | 고양시 | 서: 일산서구 동: 일산동구 | 서: 일산동 동: 정발산동 |                              |
| 후곡18단지사거리          | 일산로                           | 고양시 | 일산서구                  | 일산동                  |                              |
| 일산교사거리              | 경의로                           | 고양시 | 일산서구                  | 일산동                  |                              |
| 일산교                    |                                  | 고양시 | 일산서구                  | 일산동                  |                              |
| 산들마을사거리            | 지방도 제356호선 (고양대로)      | 고양시 | 일산서구                  | 일산동                  | 국가지원지방도 제98호선 구간 |
| 일산2동행정복지센터삼거리 | 원일로                           | 고양시 | 일산서구                  | 일산동                  | 국가지원지방도 제98호선 구간 |
| 중산10단지사거리          | 탄중로                           | 고양시 | 일산서구                  | 일산동                  | 국가지원지방도 제98호선 구간 |
| 중산공원삼거리            |                                  | 고양시 | 일산서구                  | 일산동                  | 국가지원지방도 제98호선 구간 |
| (이름 없음)               | 산현로                           | 고양시 | 일산서구                  | 탄현동                  | 국가지원지방도 제98호선 구간 |
| 중산2단지사거리           | 탄중로                           | 고양시 | 일산서구                  | 탄현동                  | 국가지원지방도 제98호선 구간 |
| 중산1단지사거리           |                                  | 고양시 | 일산서구                  | 탄현동                  | 국가지원지방도 제98호선 구간 |
| 고봉산삼거리              | 중산로                           | 고양시 | 일산서구                  | 탄현동                  | 국가지원지방도 제98호선 구간 |
| 성석삼거리                | 지방도 제363호선 (성현로)        | 고양시 | 일산동구                  | 고봉동                  | 지방도 제363호선 구간        |
| (이름 없음)               | 운정로                           | 고양시 | 일산동구                  | 고봉동                  | 지방도 제363호선 구간        |
| 박애원 입구               |                                  | 고양시 | 일산동구                  | 고봉동                  | 지방도 제363호선 구간        |
| 북고양(설문) 나들목       | 17호선 평택파주고속도로 책향기로 | 고양시 | 일산동구                  | 고봉동                  | 지방도 제363호선 구간        |
| 설문교                    |                                  | 고양시 | 일산동구                  | 고봉동                  | 지방도 제363호선 구간        |
| 파주시                    | 조리읍                           | 조리읍 |                           |                         | 지방도 제363호선 구간        |
| 파주시                    | 조리읍                           | 조리읍 | 대원사거리                |                         | 지방도 제363호선 구간        |
| 파주시                    | 조리읍                           | 조리읍 | 봉일천교                  |                         | 지방도 제363호선 구간        |
| 파주시                    | 조리읍                           | 조리읍 | 봉일천교앞교차로          | 송비말길                | 지방도 제363호선 구간        |
| 파주시                    | 조리읍                           | 조리읍 | (이름 없음)               | 봉천로                  | 지방도 제363호선 구간        |
| 파주시                    | 조리읍                           | 조리읍 | 봉일천사거리              | 국도 제1호선 (통일로)   | 지방도 제363호선 구간        |